# Martín Tonso
Martín Tonso (Gödeken, 19 ottobre 1989) è un calciatore argentino, centrocampista o attaccante svincolato.

## Caratteristiche tecniche
È un trequartista, ma può anche agire da ala destra o ala sinistra.

## Carriera
Ha giocato nella prima divisione argentina, in quella cilena ed in quella greca.

## Palmarès

### Club

#### Competizioni nazionali
- Campionato argentino: 1

Newell's Old Boys: Final 2013
- Copa Chile: 1

Colo-Colo: 2016